# Lycium tenuispinosum
Lycium tenuispinosum là loài thực vật có hoa trong họ Cà. Loài này được S.B. Jones & W.Z. Faust mô tả khoa học đầu tiên năm 1854.